# Szegényház

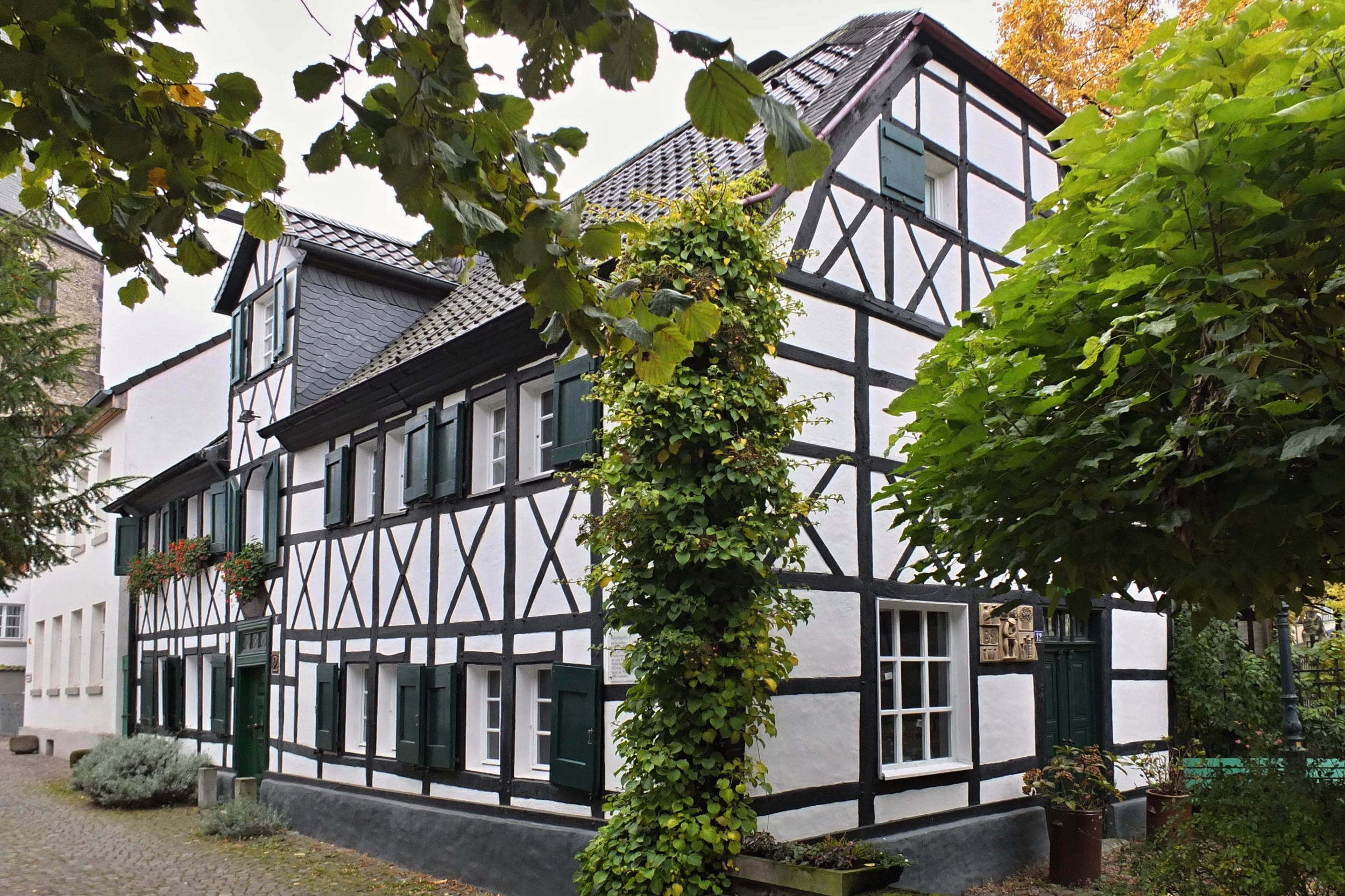
Kückeshaus, 1766, egykori szegényház Hildenben

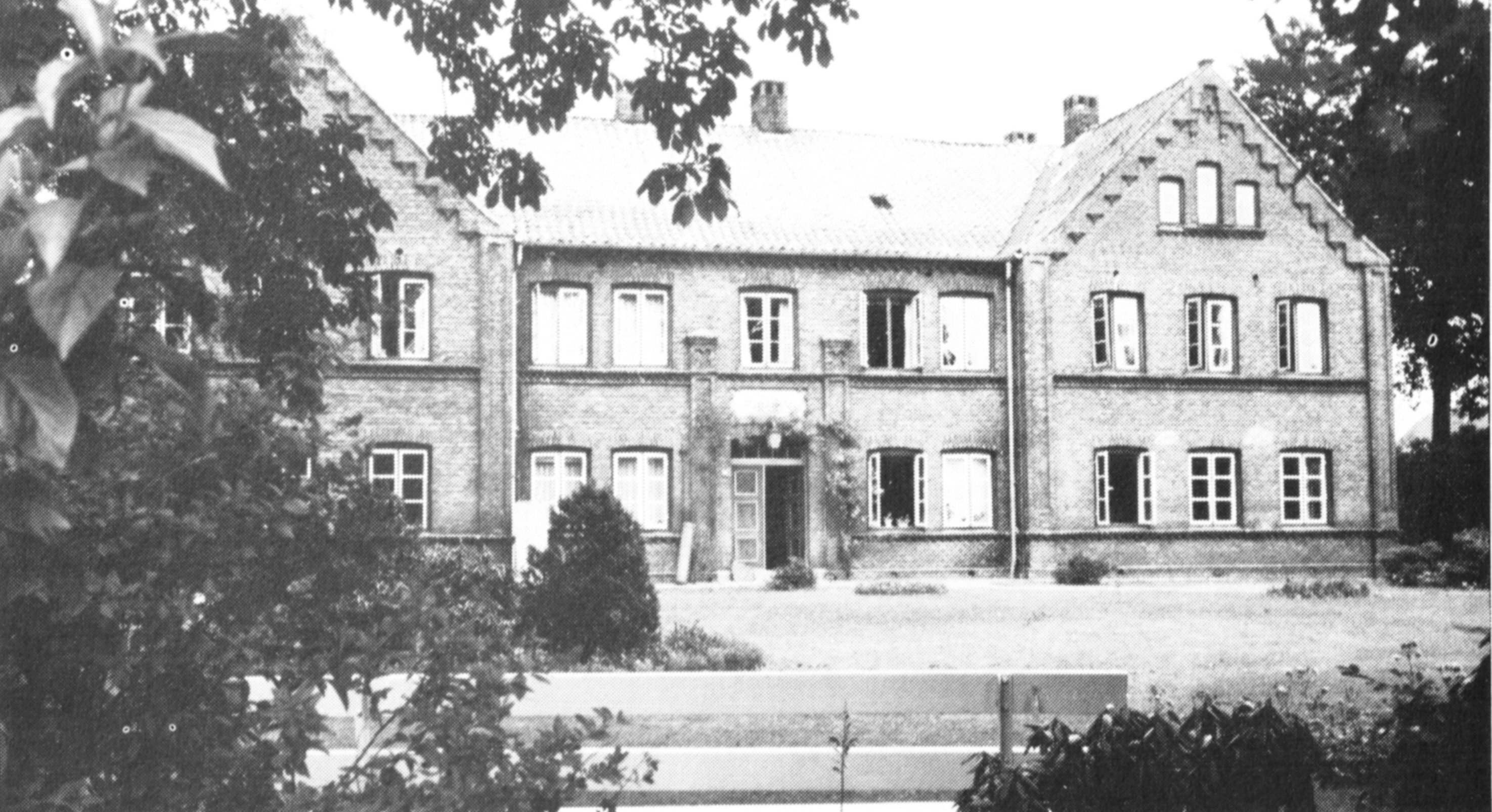
Dologház és szegényház, Uetersen, 1866, ma idősek otthona

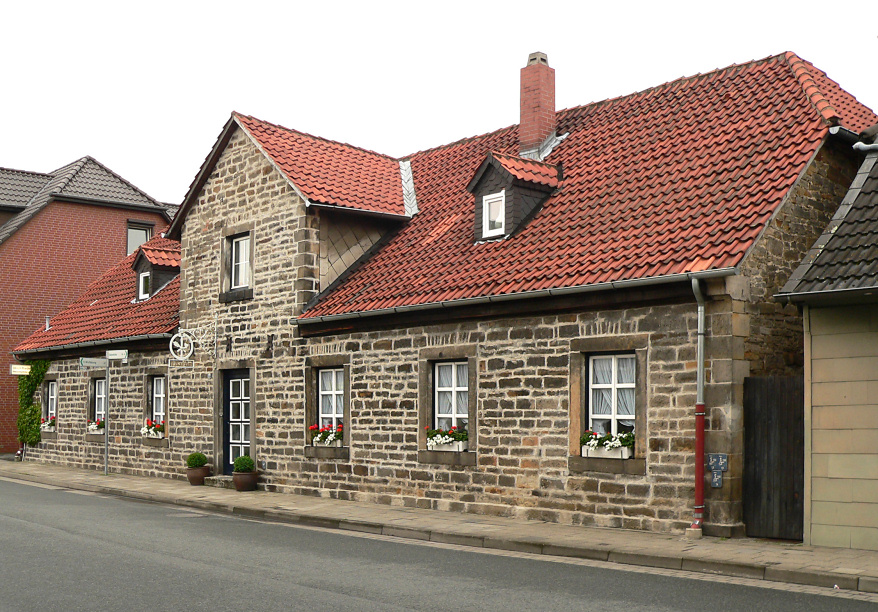
Volt szegényház Vorsfeldén

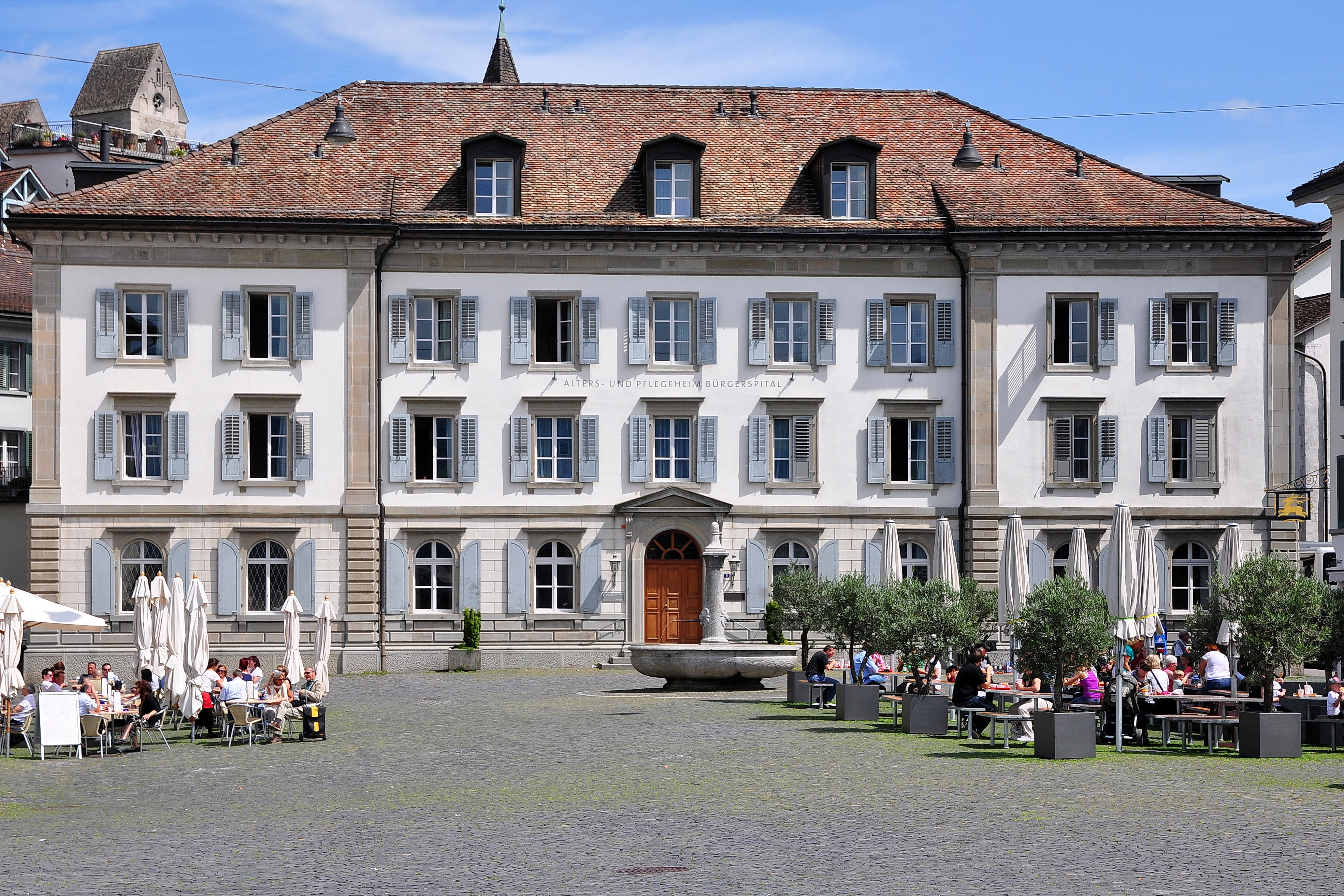
Az egykori szegényház Rapperswilben, jelenleg nyugdíjasotthon

A szegényház, korábban Ptochodochium (görögül: ptōchós „koldus” és dochḗ „felvétel”), (angolul: Almshouse) a kora újkorban fejlődött ki a középkori hospice-ból és kórházból. Gyakran árvaházzal, börtönnel, kórházzal vagy dologházzal párosult.

## Leírása
Főleg az idősebbek laktak szegényházakban, akik már nem tudtak magukra keresni. Ott kaptak lakhelyet és napi élelmet. A szegényházak korábban a városkép részét képezték, és csak saját városukból fogadtak be elszegényedett lakókat. Szinte minden falunak volt saját szegényháza. Idegenek nem kapták meg ezt az ellátást. A dologházaktól eltérően a szegényházak általában nem voltak zárt intézmények, a belépés – legalábbis formálisan – önkéntes volt.
A szegényházakat általában gazdag polgárok adományaiból, valamint a város és az egyház támogatásaiból finanszírozták. Vidéken a szegények ellátását részben a közjóból (közföld) fizették.
A szegényház kifejezést ma már szinte kizárólag átvitt értelemben használják, például egy országot „Afrika szegényházaként” vagy egy várost „a régió szegényházaként” írnak le.

## Fordítás
- Ez a szócikk részben vagy egészben  az   Armenhaus című német Wikipédia-szócikk ezen változatának fordításán alapul.  Az eredeti cikk szerkesztőit annak laptörténete sorolja fel. Ez a jelzés csupán a megfogalmazás eredetét és a szerzői jogokat jelzi, nem szolgál a cikkben szereplő információk forrásmegjelöléseként.